# Cygnus X-3
Cygnus X-3 és una poderosa font de rajos-X localitzada a 37.000 anys llum en la constel·lació del Cigne. Va ser descoberta en 1.966. Encara que és només la tercera font de rajos-x més lluminosa en la constel·lació, després de la famosa Cygnus X-1, s'hi troba molt més apartada, en el costat més allunyat de la galàxia, i feta opaca per gas interestel·lar i pols que hi ha prop del plà galàctic. Quan es corregeix per la distància, sembla un dels dos o tres objectes més lluminosos de la galàxia.
Cygnus X-3 és una binària de rajos X formada per un estel de Wolf-Rayet i un objecte compacte que podria ser un estel de neutrons o un forat negre. Els dos estels del sistema binari orbiten un al voltant de l'altre en tan sols 4.79 hores.
Aquest objecte s'ha distingit per les seves intenses emissions de rajos-X i ràdio. Durant flamarades (outbursts) d'uns dies de durada, el seu flux en radi pot multiplicar-se fins a un factor 10.000 i aconseguir desenes de janskys. Aquestes flamarades estan probablement associades a ejeccions de matèria en dolls de partícules. Les observacions del Laboratori de Recerca Naval realitzades a l'octubre de 1982, usant el Very Large Array, va detectar una ona de xoc durant una flamarada que s'expandia aproximadament a un terç la velocitat de la llum.
Cygnus X-3 ha estat recentment detectat en rajos gamma de gigaelectróvolts pels detectors a bord de satèl·lit AGILE i Fermi. Mai ha estat detectat a major energia des de telescopis Cherenkov en terra.